# غريدي غينز
غريدي غينز (بالإنجليزية: Grady Gaines)‏ هو موسيقي أمريكي، ولد في 14 مايو 1934.

## وصلات خارجية
- غريدي غينز على موقع IMDb (الإنجليزية)
- غريدي غينز على موقع ميوزك برينز (الإنجليزية)
- غريدي غينز على موقع ديسكوغز (الإنجليزية)